# Arvo Volmer
Arvo Volmer (født 4. november 1962 i Tallinn) er en estisk dirigent.
Volmer var chefdirigent for Estlands Nationalsymfoniorkester fra 1993 til 2001. Siden 2004 har han været leder af Adelaide Symphony Orchestra og både leder og chefdirigent for Estlands Nationalopera. Han har også været gæstedirigent for mange orkestre, især i Skandinavien. Blandt hans indspilninger er Leevi Madetojas komplette orkesterværker og alle Eduard Tubins symfonier.